# Liste des émetteurs de Télédiffusion de France
La France métropolitaine compte 13 089 émetteurs gérés par Télédiffusion de France (désormais TDF).
Parmi ceux-ci, on peut citer les émetteurs suivants :
- Émetteur d'Agen-d'Aveyron
- Émetteur d'Allouis
- Émetteur du Bois de Châ
- Émetteur de Bouvigny-Boyeffles
- Émetteur de la Forêt de l'Arsot
- Émetteur de Chalindrey
- Émetteurs de la Forêterie
- Émetteur d'Issoudun
- Émetteur du mont Pilat
- Le pylône haubané d'Abbeville-Limeux
- Émetteur du Lomont
- Émetteur de Malzéville
- Émetteur de Mayet
- Émetteur du mont Bessou
- Émetteur de Mulhouse
- Émetteur TV de Nordheim-Strasbourg
- Émetteur de Roc'h Trédudon
- Émetteur de Rodez 3
- Émetteur de Saint-Pern
- Tour hertzienne TDF de Romainville
- Émetteur du Mont Pinçon
- Tour Eiffel